# Лауриано
Лауриа̀но (на италиански: Lauriano; на пиемонтски: Lavrian, Лавриан) е село и община в Метрополен град Торино, регион Пиемонт, Северна Италия. Разположено е на 175 m надморска височина. Към 1 януари 2020 г. населението на общината е 1494 души, от които 86 са чужди граждани.